# Ronde van Drenthe 2024
De 61e editie van de wielerwedstrijd de Ronde van Drenthe werd in 2024 georganiseerd op zondag 10 maart. Dit jaar werd de ronde slechts door vrouwen gereden, op een ingekort parkoers met rondjes over de VAM-berg. De winst in deze UCI Women's World Tour-wedstrijd ging voor de vierde keer op rij naar Lorena Wiebes. De mannenkoers uit de UCI Europe Tour werd geschrapt, omdat de organisatie last heeft van meer regels, kosten en een tekort aan motoragenten.

## Mannen
Na 60 edities van de koers voor mannen ging dit jaar de Ronde voor hen niet door. Dit kwam door meer regels en stijgende kosten, door bijvoorbeeld tienduizenden euro's kostende stikstofonderzoeken. Door personeelsgebrek bij de nationale politie in Noord-Nederland, zette deze geen motoragenten meer in voor het garanderen van de veiligheid op wielerparkoersen. Met hulp van gemeente en provincie, en gepensioneerde motoragenten, kon een ingekorte wedstrijd bij de vrouwen nog wel doorgaan.

## Vrouwen
De 25e editie van de vrouwenkoers had een ingekorte parkoers met een korte aanloop naar een omloop over de VAM-berg. Die werd vijf keer volledig afgelegd, met daarna nog een laatste stukje naar de eindstreep op de VAM-berg. De koers maakte zoals gebruikelijk deel uit van de UCI Women's World Tour 2024.

### Koersverloop
Na een half uur koers stond de wind gunstig voor waaiervorming. Het peloton brak en lag tien minuten later aan flarden. Het duurde nog ruim een half uur voordat het pak weer bijeen kwam. Valerie Demey van VolkerWessels sprong een kwartier later weg, voor een urenlange solo met een maximale voorsprong van tegen de drie minuten.
Achter Demey liet vooral Lidl-Trek zich zien en Puck Pieterse van Fenix-Deceuninck chauffeurde het peloton over de VAM-berg. Na drie uur koers trok Maud Rijnbeek van AG Insurance-Soudal het peloton op een lijn. Het peloton schoot op hol en dunde flink uit. Een half uur later trok Puck Pieterse vol door op de VAM-berg en ontstond een kopgroep met ook Pfeiffer Georgi en Charlotte Kool van DSM-firmenich PostNL, Lorena Wiebes en Christine Majerus van SD Worx-Protime, en Alice Towers van Canyon//SRAM. Elisa Balsamo van Lidl-Trek en Christina Schweinberger van Fenix-Deceuninck konden nog aansluiten. De groep kreeg zo'n vijftien seconden voorsprong, maar de sprinters hadden geen zin om door te trekken en daardoor kwam het peloton weer terug.
In aanloop naar de finish werd er flink gekwakt tussen de sprintersploegen die allemaal vooraan wilden zitten. Door het bochtige, smalle parkoers vielen her en der gaatjes. Uiteindelijk wist Christine Majerus haar kopvrouw Lorena Wiebes naar voren te gidsen en ook gaatje te slaan naar Pieterse. Alleen Balsamo kon nog volgen, tot Wiebes de sprint inzette op de laatste hellende kasseistrook.

### Deelnemende ploegen
Negentien ploegen gingen van start. Twaalf van de veertien World Tour-ploegen en zeven continentale ploegen. Movistar en Visma-Lease a Bike reden niet mee.

### Uitslag
| Plaats  | Naam                      | Ploeg                | Tijd     |
| ------- | ------------------------- | -------------------- | -------- |
| Winnaar | Lorena Wiebes             | SD Worx-Protime      | 4u09'09" |
| 2       | Elisa Balsamo             | Lidl-Trek            | + 2"     |
| 3       | Puck Pieterse             | Fenix-Deceuninck     | + 4"     |
| 4       | Letizia Paternoster       | Liv AlUla Jayco      | z.t.     |
| 5       | Victoire Berteau          | Cofidis              | z.t.     |
| 6       | Vittoria Guazzini         | FDJ-SUEZ             | z.t.     |
| 7       | Christina Schweinberger   | Fenix-Deceuninck     | z.t.     |
| 8       | Maria Giulia Confalonieri | Uno-X Mobility       | + 8"     |
| 9       | Christine Majerus         | SD Worx-Protime      | + 11"    |
| 10      | Pfeiffer Georgi           | dsm-firmenich PostNL | + 12"    |
| 11      | Charlotte Kool            | dsm-firmenich PostNL | z.t.     |
| 12      | Marta Lach                | Ceratizit-WNT        | z.t.     |
| 13      | Karlijn Swinkels          | UAE Team ADQ         | z.t.     |
| 14      | Alice Towers              | Canyon//SRAM Racing  | z.t.     |
| 15      | Ilse Pluimers             | AG Insurance-Soudal  | + 17"    |
| 16      | Anniina Ahtosalo          | Uno-X Mobility       | z.t.     |
| 17      | Anouska Koster            | Uno-X Mobility       | + 19"    |
| 18      | Maëlle Grossetête         | Human Powered Health | z.t.     |
| 19      | Jade Wiel                 | FDJ-SUEZ             | z.t.     |
| 20      | Marthe Truyen             | Fenix-Deceuninck     | z.t.     |

1960 · 1961 · 1962 · 1963 · 1964 · 1965 · 1966 · 1967 · 1968 · 1969 · 1970 · 1971 · 1972 · 1973 · 1974 · 1975 · 1976 · 1977 · 1978 · 1979 · 1980 · 1981 · 1982 · 1983 · 1984 · 1985 · 1986 · 1987 · 1988 · 1989 · 1990 · 1991 · 1992 · 1993 · 1994 · 1995 · 1996 · 1997 · 1998 · 1999 · 2000 · 2001 · 2002 · 2003 · 2004 · 2005 · 2006 · 2007 · 2008 · 2009 · 2010 · 2011 · 2012 · 2013 · 2014 · 2015 · 2016 · 2017 · 2018 · 2019 · 2020 · 2021 · 2022 · 2023 · 2024 · 2025
Tour Down Under ·
Cadel Evans Great Ocean Road Race ·
Ronde van de Verenigde Arabische Emiraten ·
Omloop Het Nieuwsblad ·
Strade Bianche ·
Ronde van Drenthe ·
Trofeo Alfredo Binda-Comune di Cittiglio ·
Brugge-De Panne ·
Gent-Wevelgem ·
Ronde van Vlaanderen ·
Parijs-Roubaix ·
Amstel Gold Race ·
Waalse Pijl ·
Luik-Bastenaken-Luik ·
Ronde van Spanje ·
Ronde van het Baskenland ·
Ronde van Burgos ·
RideLondon Classic ·
Ronde van Groot-Brittannië ·
Ronde van Zwitserland ·
Ronde van Italië ·
Ronde van Frankrijk ·
GP de Plouay-Bretagne ·
Ronde van Romandië ·
Simac Ladies Tour ·
Ronde van Chongming ·
Ronde van Guangxi
Afgelaste wedstrijden: Ronde van Scandinavië